# Élections sénatoriales mauritaniennes de 2007
Les élections sénatoriales mauritaniennes de 2007 ont eu lieu en Mauritanie le 21 janvier et le 4 février 2007.

## Mode de scrutin
Le Sénat, la chambre haute du parlement mauritanien, est composé de 56 membres dont 53 sont élus pour un mandat de 6 ans par les conseillers municipaux et renouvelés par tiers tous les deux ans.  

## Résultats
| Parti     | Sièges | 1er tour | 1er tour | 1er tour | 2e tour | 2e tour | 2e tour |
| Parti     | Sièges | Voies    | %        | Sièges   | Voies   | %       | Sièges  |
| Al-Mithaq | 34     | 2 258    | 63,14    | 23       | 1 081   | 69,79   | 11      |
| --------- | ------ | -------- | -------- | -------- | ------- | ------- | ------- |
| RFD       | 6      | 365      | 10,21    | 5        | 98      | 6,33    | 1       |
| CFCD      | 3      | 83       | 2,32     | 3        |         |         |         |
| PRDR      | 3      | 231      | 6,46     | 3        |         |         |         |
| HATEM     | 3      | 31       | 0,87     | 1        | 103     | 6,65    | 2       |
| UFP       | 1      | 129      | 3,61     | 1        |         |         |         |
| RFD-UFP   | 1      |          |          |          | 76      | 4,91    | 1       |
| UDP       | 1      | 28       | 0,78     | 1        |         |         |         |
| APP       | 1      | 12       | 0,34     | 1        |         |         |         |
| Diaspora  | 3      |          |          |          |         |         |         |
| Total     | 56     | 3 137    | 100,0    | 38       | 1 837   | 100,0   | 15      |